# Glossadelphus semiscabrus
Glossadelphus semiscabrus är en bladmossart som beskrevs av Crosby, B. H. Allen och Robert Earle Magill 1985. Glossadelphus semiscabrus ingår i släktet Glossadelphus och familjen Hypnaceae. Inga underarter finns listade i Catalogue of Life.